# 書肆心水
書肆心水（しょししんすい）は、東京都江東区に本社を置く日本の出版社。
哲学・東洋思想・イスラーム哲学・近代日本関係の古典の復刊を多く出版している。
出版理念は「人間と世界の根本条件を考え、社会運営の見直しに寄与する作品の出版と販売」である。

## 沿革
- 2004年、藤原書店の元編集者、清藤洋が有限会社として創業

## 所在地
- 東京都江東区東陽6-2-27-1308